# Hugh Inggs
Hugh Inggs (Boksburg, 15 mei 1938) is een Zuid-Afrikaans voormalig golfprofessional die actief was op de Southern Africa Tour (nu gekend als de Sunshine Tour) en de Europese Senior Tour.

## Loopbaan
Inggs begon op 15-jarige leeftijd golfen en hij werd in 1958 een golfprofessional. In 1965 eindigde hij op het Zuid-Afrikaans Open op de derde plaats. In 1969 behaalde hij zijn eerste profzege door de Rhodesian Dunlop Masters te winnen. Een jaar later won hij voor de tweede keer de Rhodesian Dunlop Masters.
In 2000 en 2001 golfde Inggs op de Europese Senior Tour, maar hij behaalde nooit de cut.

## Prestaties

### Professional
Southern Africa Tour
- 1969: Rhodesian Dunlop Masters
- 1970: Rhodesian Dunlop Masters